# 愛宕駅 (千葉県)

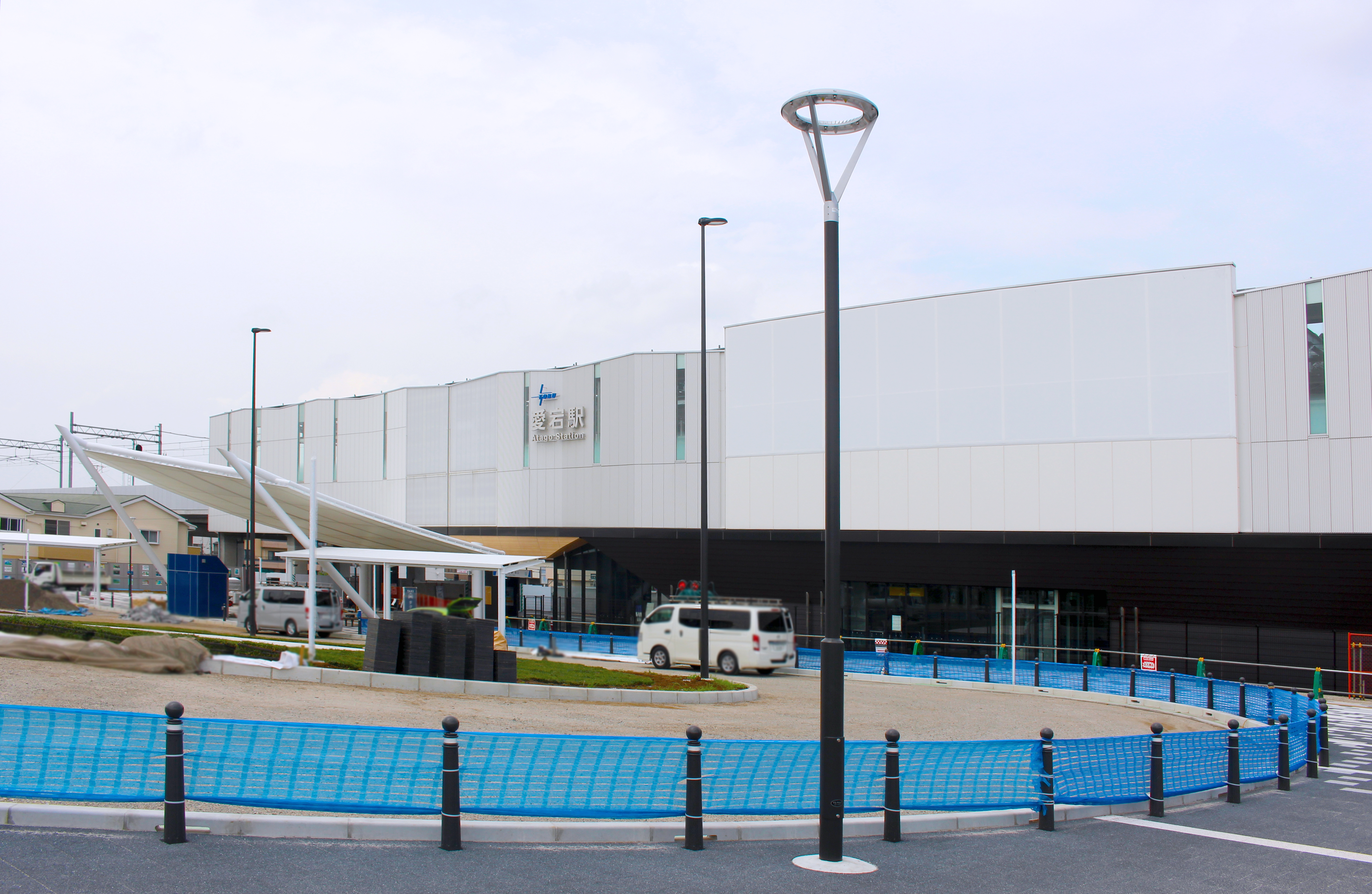
西口（2024年6月）

愛宕駅（あたごえき）は、千葉県野田市中野台にある、東武鉄道野田線（東武アーバンパークライン）の駅である。駅番号はTD 16。

## 歴史
- 1929年（昭和4年）
  - 9月1日：北総鉄道野田線野田町駅（現・野田市駅） - 清水公園駅間開通時に開設[1]。
  - 11月22日：北総鉄道が総武鉄道へ社名変更。
- 1944年（昭和19年）3月1日：陸上交通事業調整法に基づき、東武鉄道が総武鉄道を吸収合併、同社野田線の駅となる。
- 2008年（平成20年）度：高架化工事に着手[2]。
- 2018年（平成30年）
  - 3月18日：仮設駅舎並びに仮設ホーム使用開始[3][4]。
  - 9月30日：西口改札口（旧駅舎）廃止[5]。
- 2021年（令和3年）3月28日：高架化、新駅舎使用開始[6][7]。
- 2026年（令和8年）度：連続立体交差事業完了（予定）[8]。2022年（令和4年）12月21日に開催した令和4年度第2回千葉県県土整備公共事業評価審議会の説明資料が公表される前までは、2023年度（令和5年度）に完了する予定であった[8]。

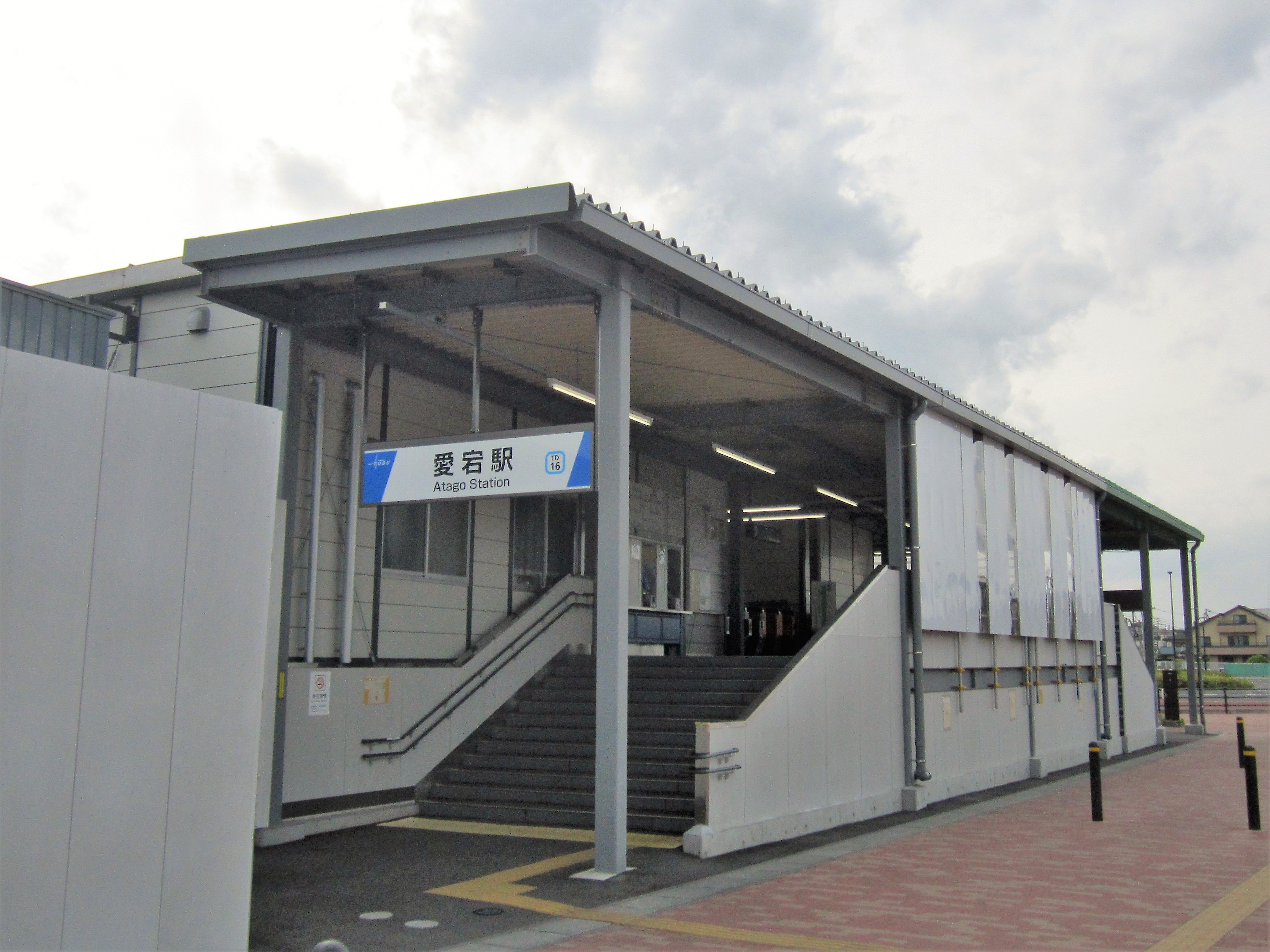
連続立体交差事業に伴う仮設駅舎（2019年5月）
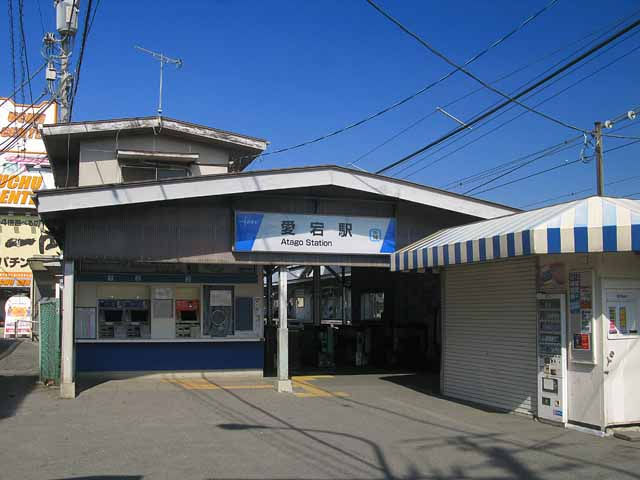
旧駅舎（2013年10月）
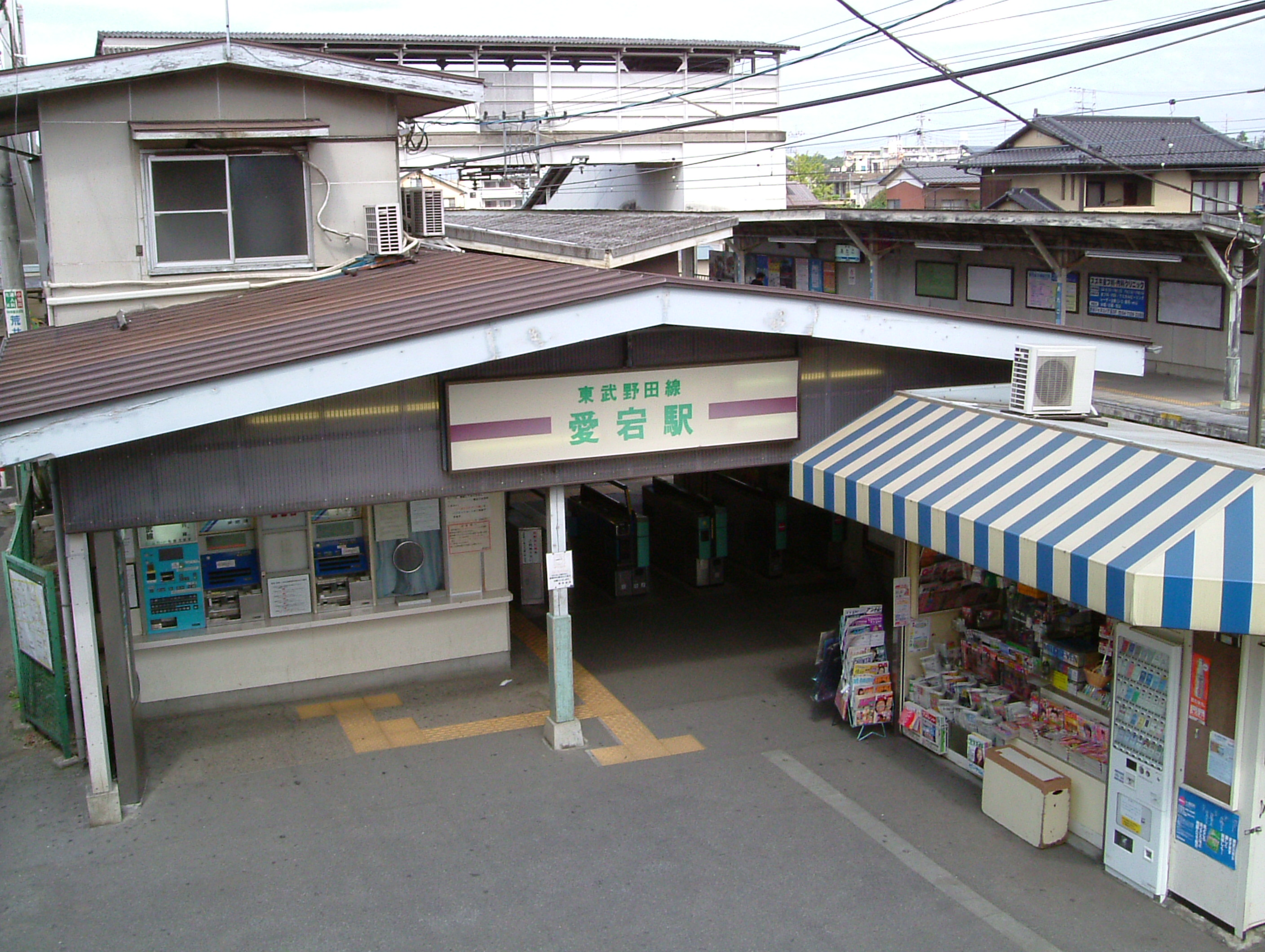
駅名看板更新前の旧駅舎（2006年9月）
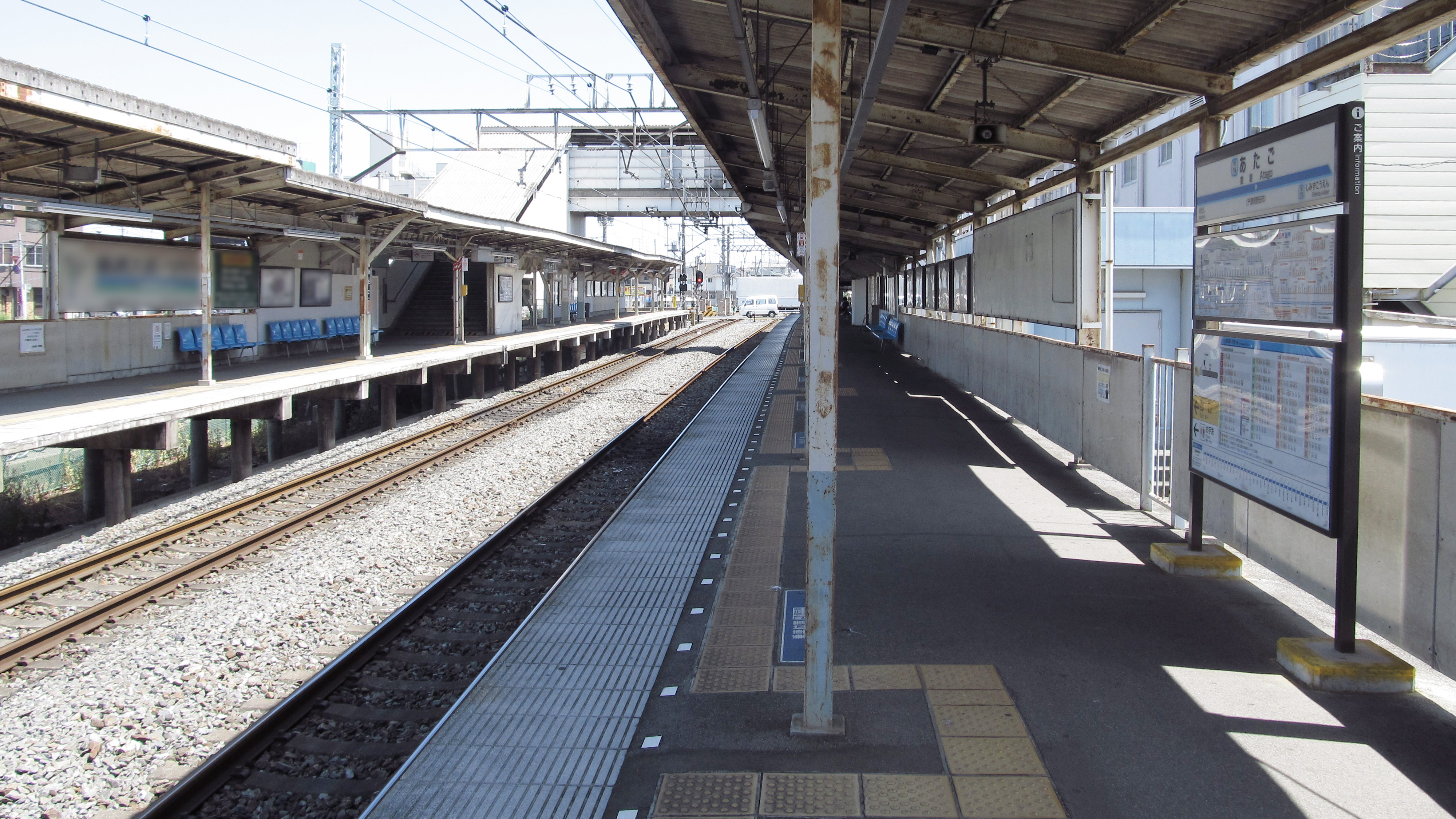
旧駅ホーム（2013年5月）
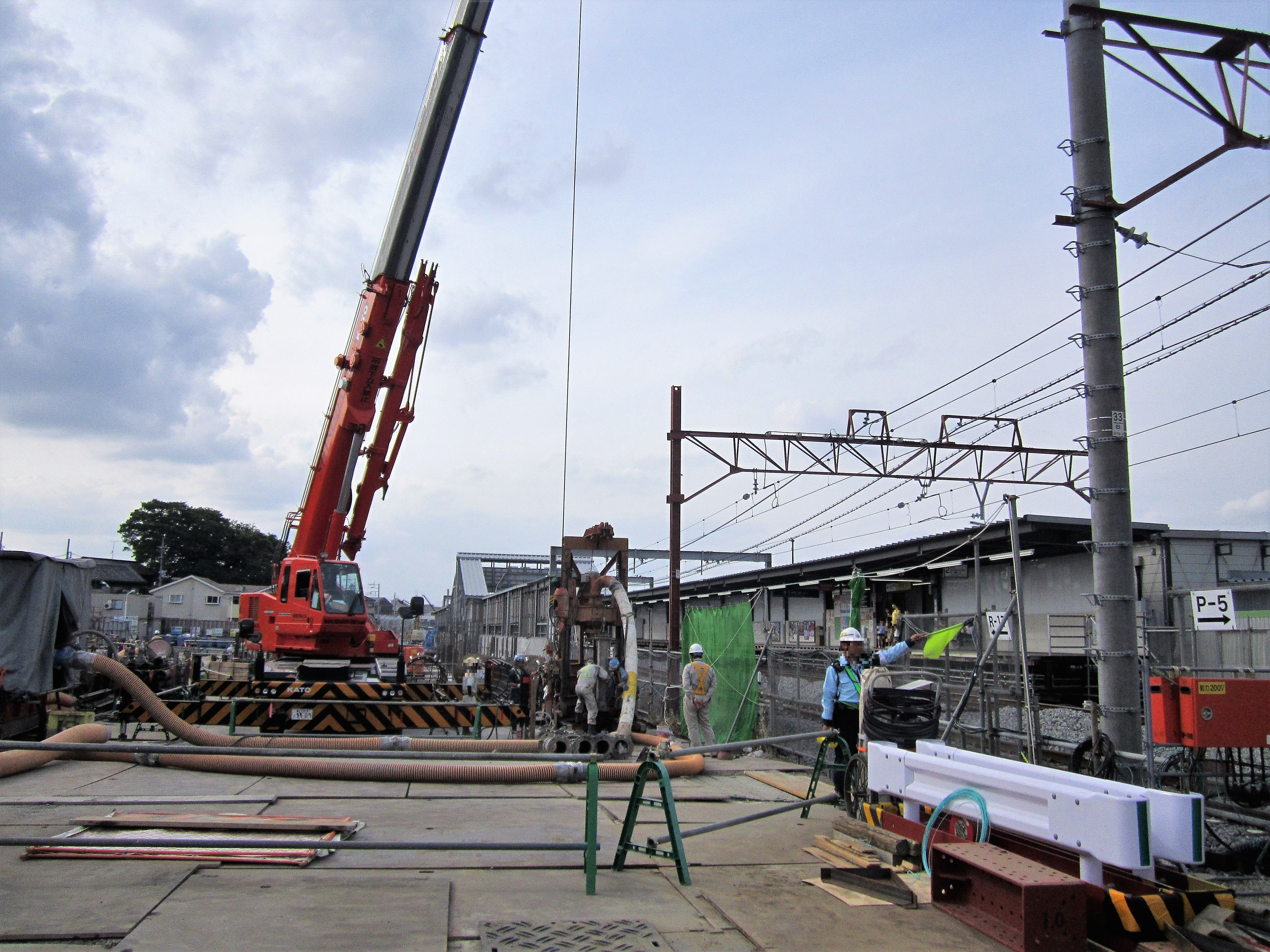
旧西口付近高架化工事（2019年5月）

### 駅名の由来

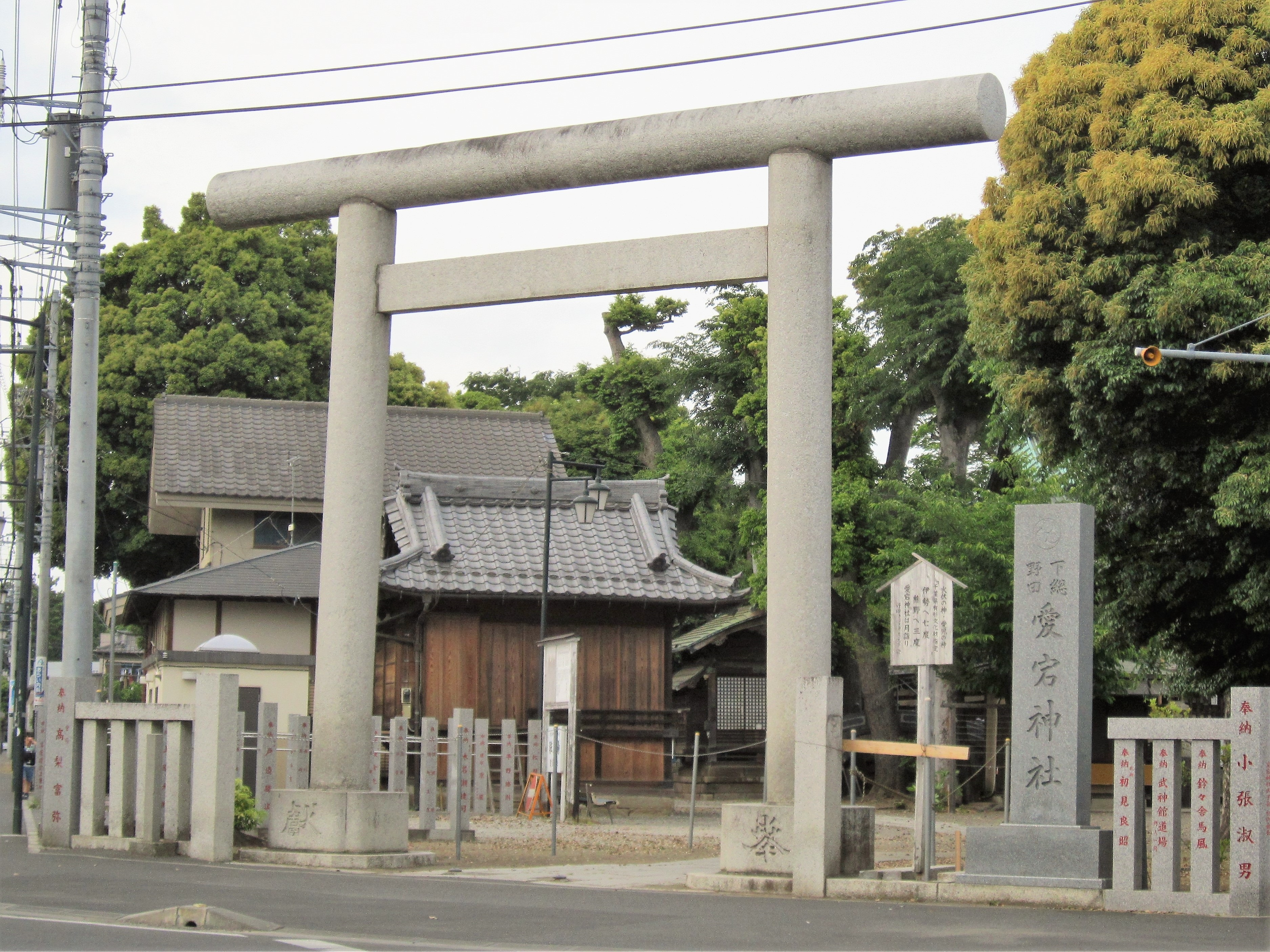
愛宕神社

駅西側に所在する愛宕神社に由来する。

## 駅構造
相対式ホーム2面2線を有する高架駅。両ホーム共にエレベーター・エスカレーターを備える。
2018年（平成30年）3月18日より使用されていた仮設駅舎は柏方面ホーム柏寄りにあり、大宮方面ホームとは跨線橋により連絡していた。旧駅舎は大宮方面ホームの柏寄りにあり、一部2階建ての木造駅舎であったが、仮設駅舎の使用開始後に西口改札口として使用された後、同年9月30日の終電に廃止、解体された。

### のりば
| 番線 | 路線                     | 方向 | 行先     |
| ---- | ------------------------ | ---- | -------- |
| 1    | 東武アーバンパークライン | 上り | 大宮方面 |
| 2    | 東武アーバンパークライン | 下り | 柏方面   |

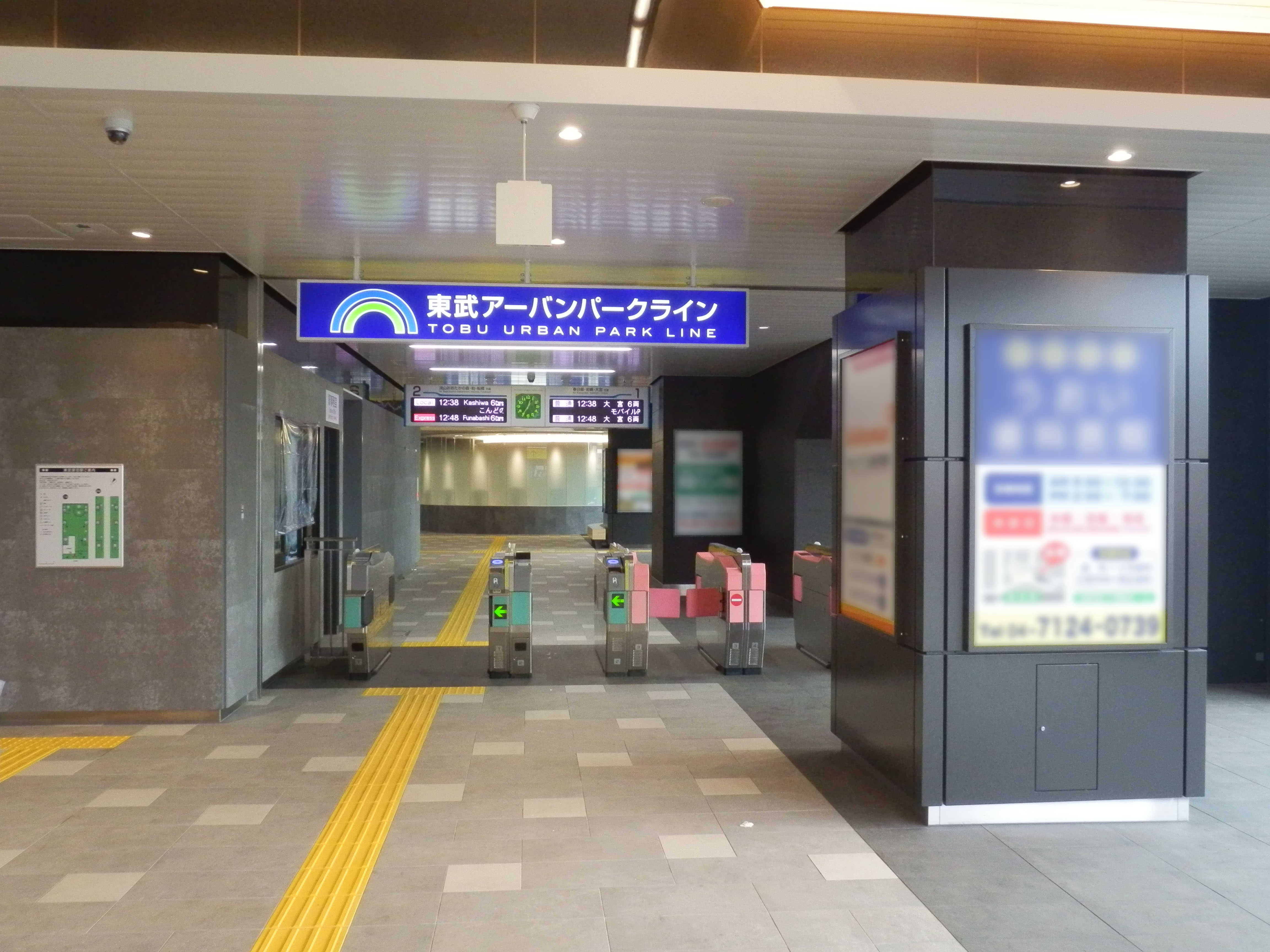
改札口（2021年3月）
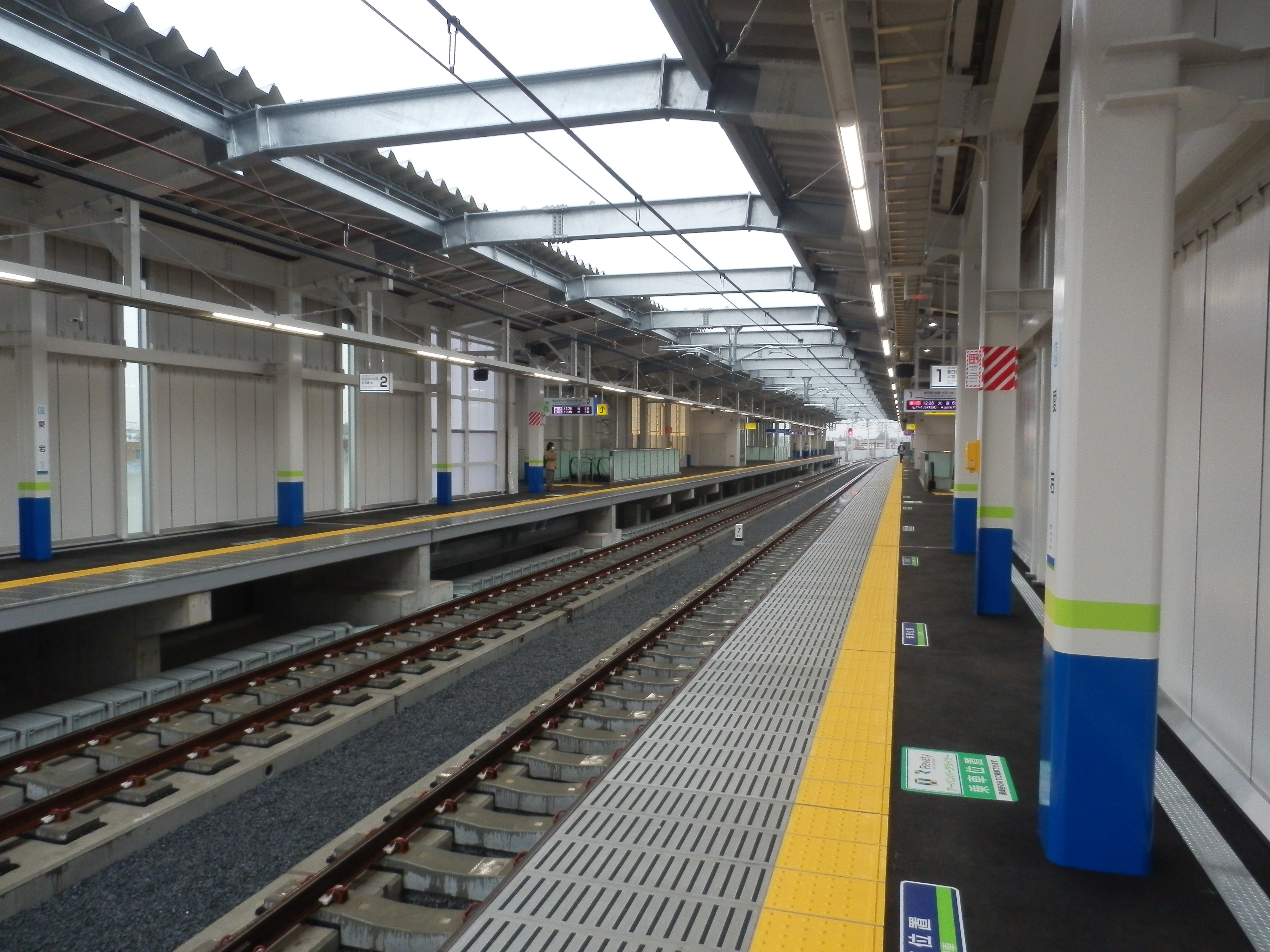
高架ホーム（2021年3月）

## 利用状況
2024年度（令和6年度）の1日平均乗降人員は10,146人である。
近年の1日平均乗降・乗車人員の推移は以下の通り｡
| 年度               | 1日平均 乗降人員 | 1日平均 乗車人員 | 出典       |
| ------------------ | ---------------- | ---------------- | ---------- |
| 2001年（平成13年） | 10,111           | 5,144            |            |
| 2002年（平成14年） | 9,812            | 4,971            |            |
| 2003年（平成15年） | 9,345            | 4,660            |            |
| 2004年（平成16年） | 9,150            | 4,524            |            |
| 2005年（平成17年） | 8,991            | 4,495            |            |
| 2006年（平成18年） | 9,048            | 4,560            |            |
| 2007年（平成19年） | 9,492            | 4,667            |            |
| 2008年（平成20年） | 9,221            | 4,639            |            |
| 2009年（平成21年） | 9,215            | 4,643            |            |
| 2010年（平成22年） | 9,202            | 4,629            |            |
| 2011年（平成23年） | 9,188            | 4,598            |            |
| 2012年（平成24年） | 9,320            | 4,661            |            |
| 2013年（平成25年） | 9,445            | 4,727            |            |
| 2014年（平成26年） | 9,487            | 4,749            |            |
| 2015年（平成27年） | 9,626            | 4,812            |            |
| 2016年（平成28年） | 9,549            | 4,794            |            |
| 2017年（平成29年） | 9,747            | 4,896            |            |
| 2018年（平成30年） | 9,900            | 4,973            |            |
| 2019年（令和元年） | 9,928            |                  |            |
| 2020年（令和02年） | 7,693            |                  |            |
| 2021年（令和03年） | 8,499            | 4,270            | [ 東武 3 ] |
| 2022年（令和04年） | 9,345            | 4,699            | [ 東武 4 ] |
| 2023年（令和05年） | 9,921            | 4,994            | [ 東武 5 ] |
| 2024年（令和06年） | 10,146           | 5,112            | [ 東武 1 ] |

## 駅周辺

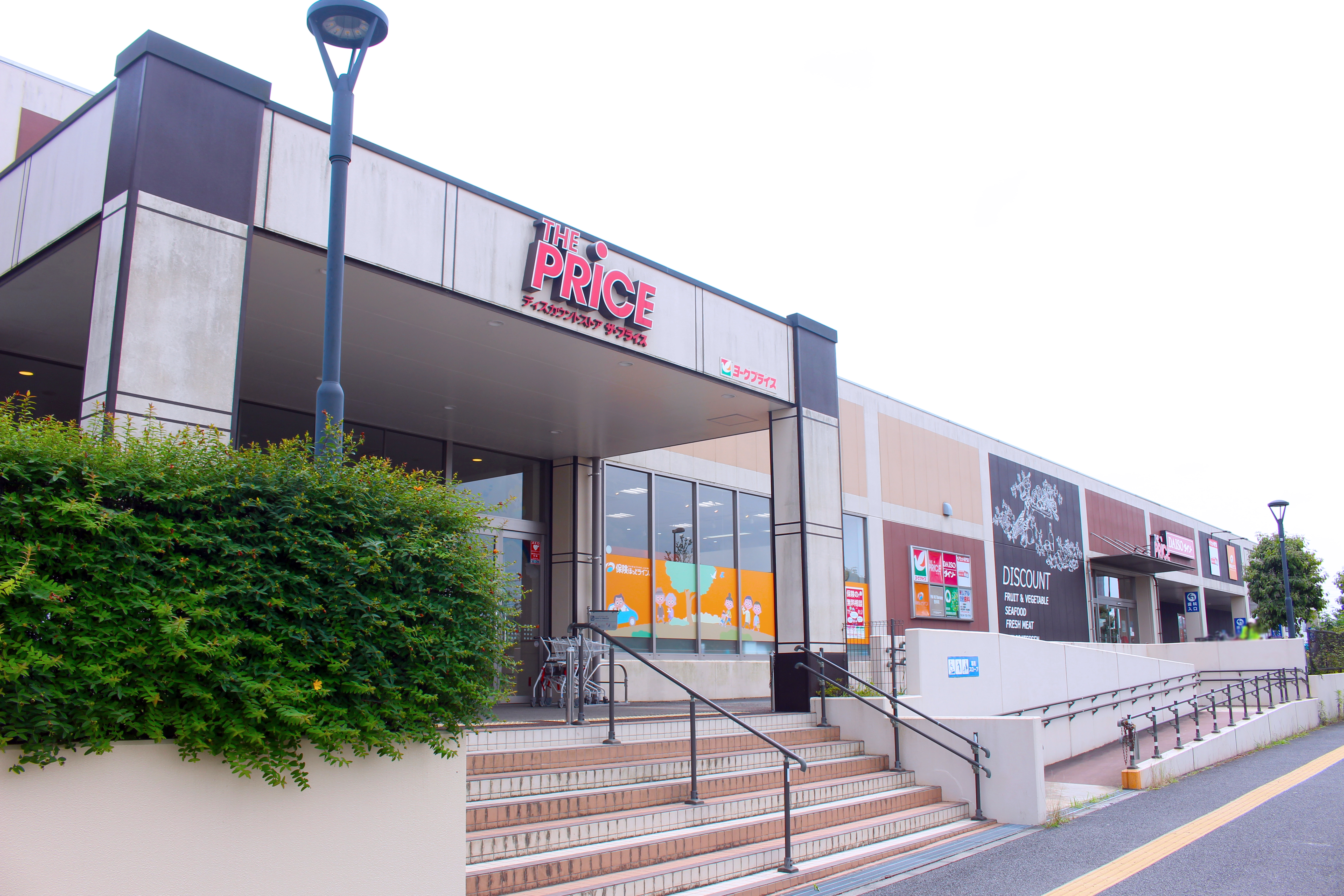
ヨークプライス野田店

周辺は野田市街地の北東端であり、野田市駅に比べて商店街に近接している。
駅東側には国道16号、南側には千葉県道3号つくば野田線、西側には千葉県道17号結城野田線が走る。

### 東側
市役所を始め、警察署や消防署などの行政機関が集約している。

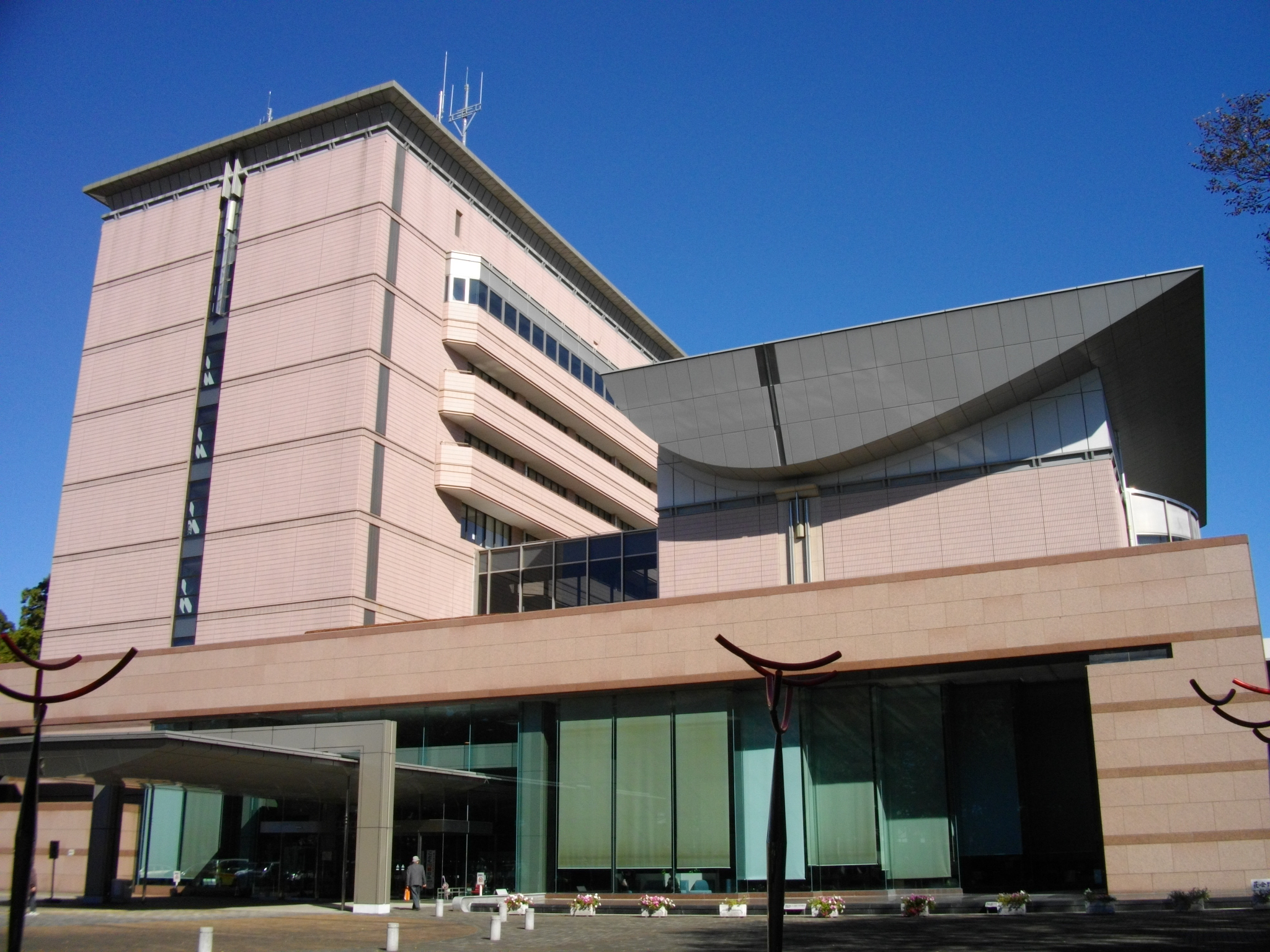
野田市役所
- 関東地方整備局 江戸川河川事務所
- 千葉県教育庁 東葛飾教育事務所・東葛飾研修所
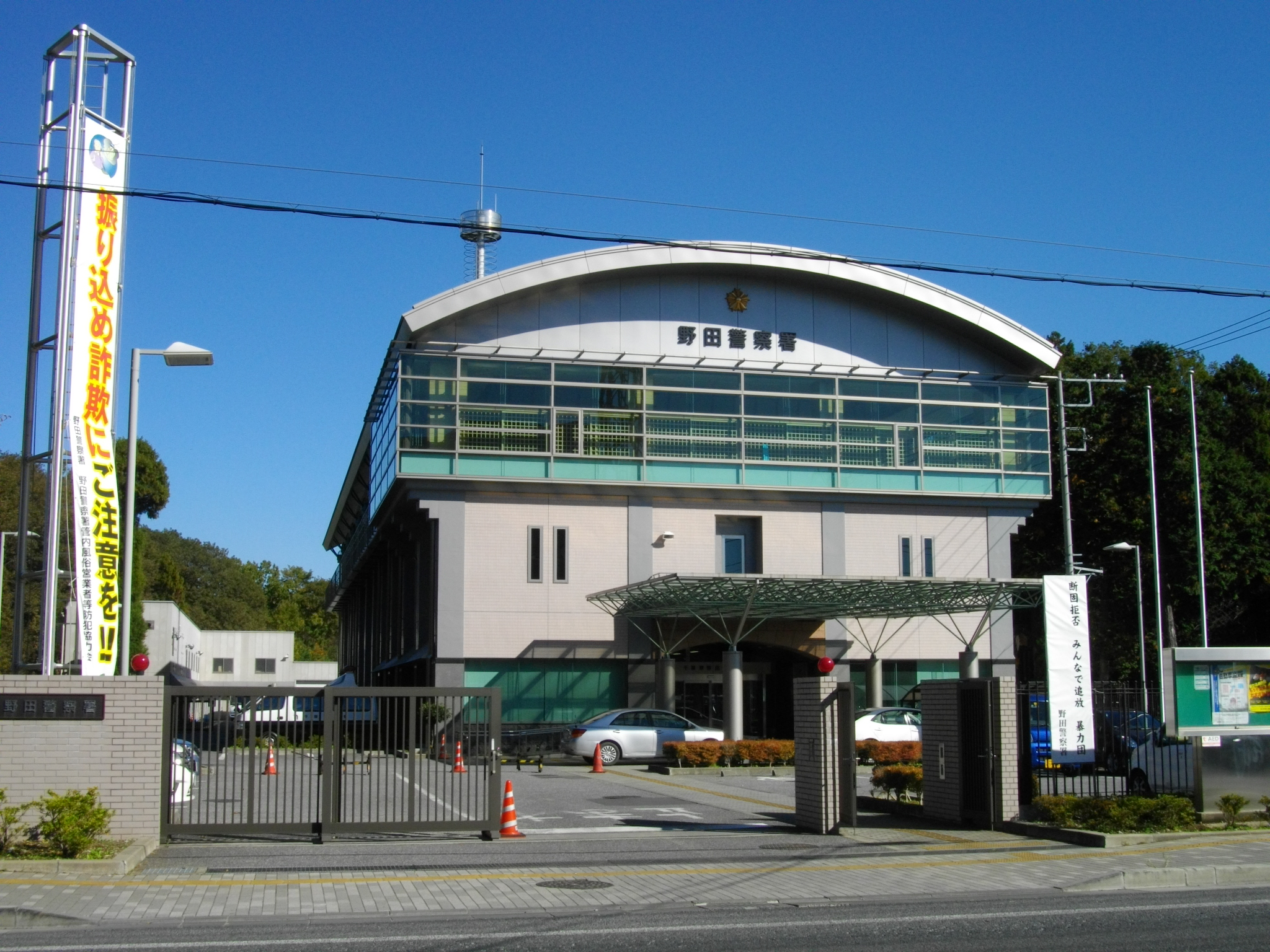
野田警察署
- 野田市消防本部
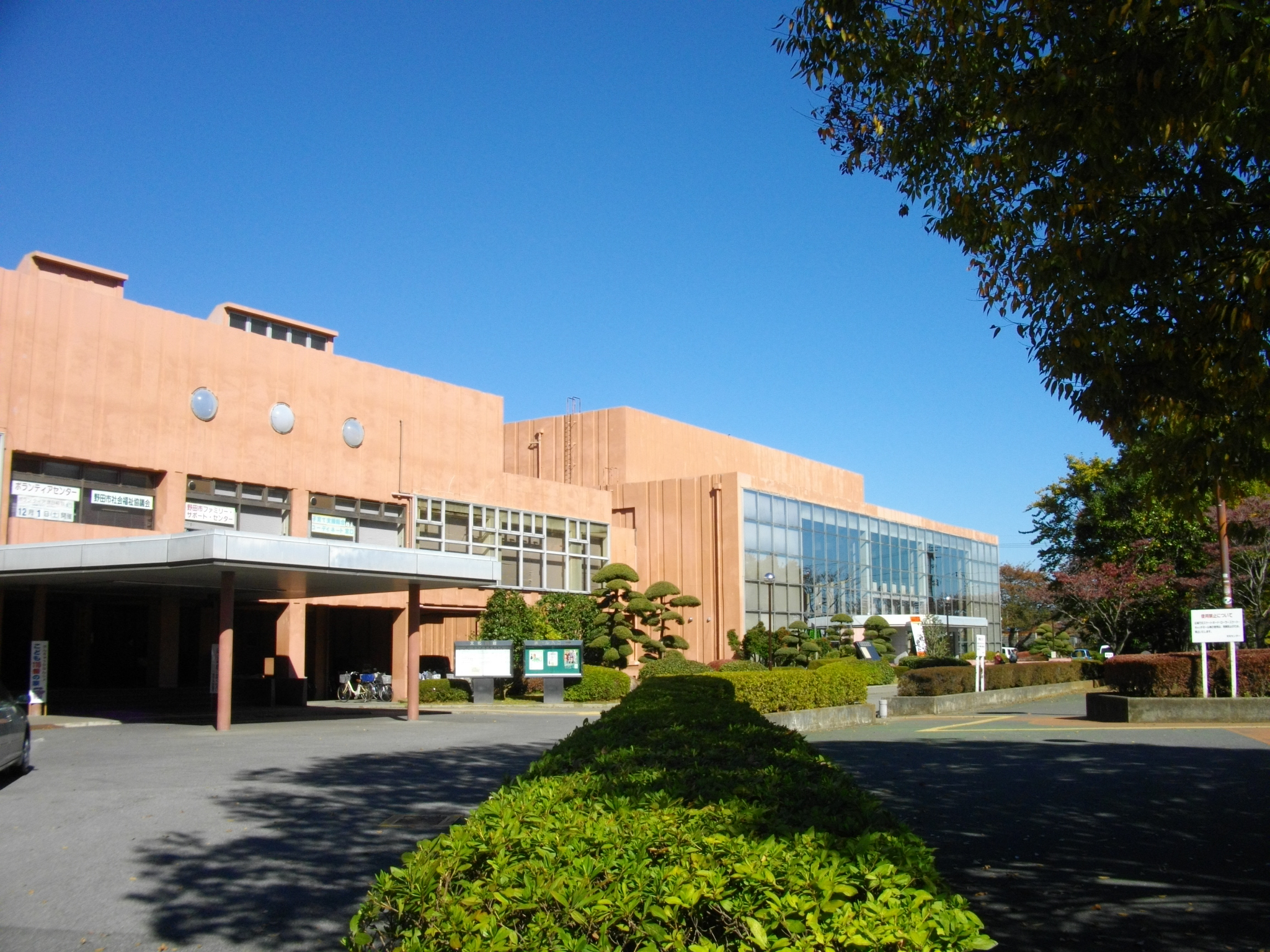
野田市文化センター
  - 野田市文化会館
  - 野田市中央公民館
  - 野田市総合福祉会館
- 野田自動車教習所
- 千葉県立野田特別支援学校
- 野田市立第一中学校
- 野田市立宮崎小学校
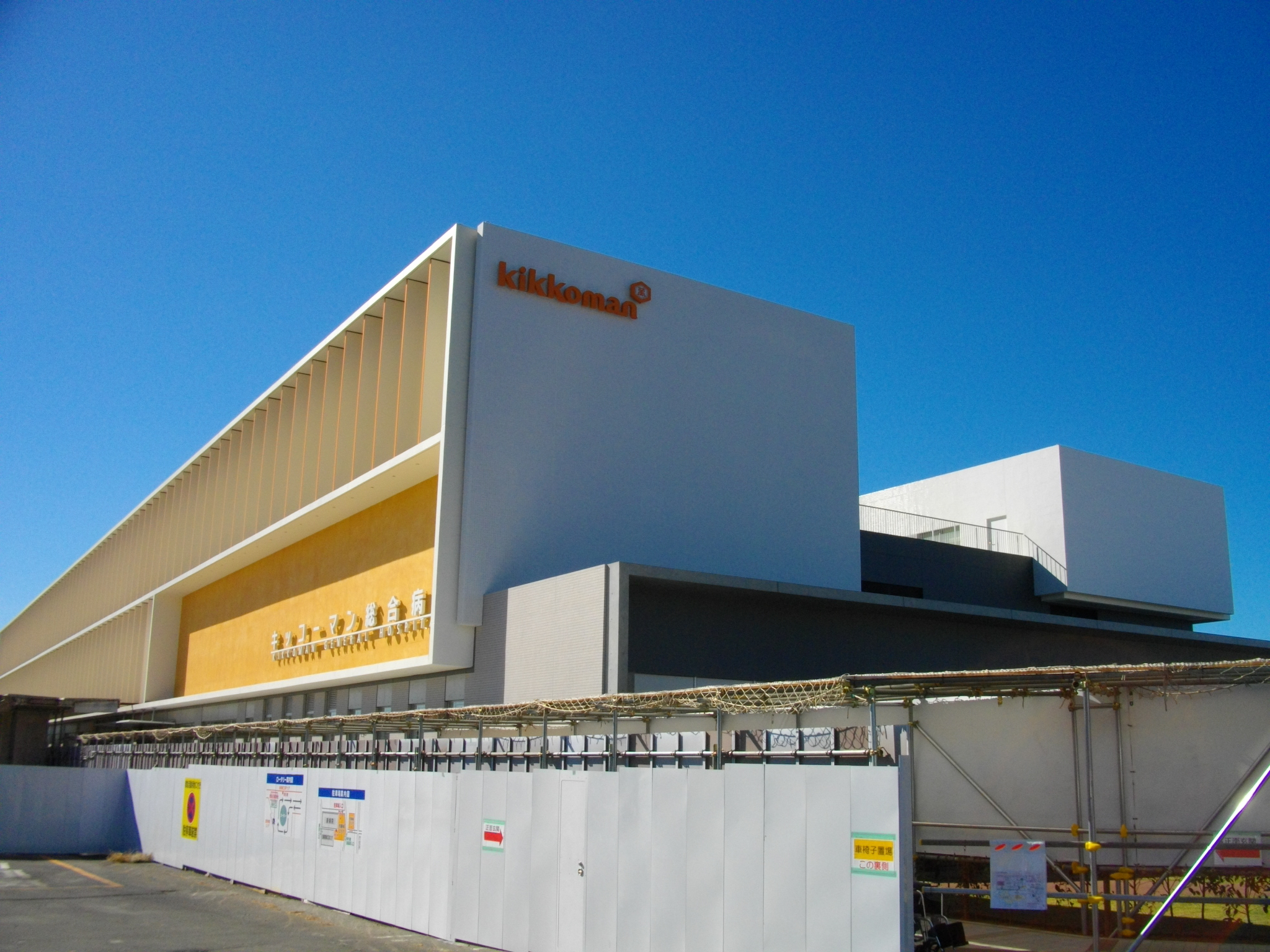
キッコーマン総合病院
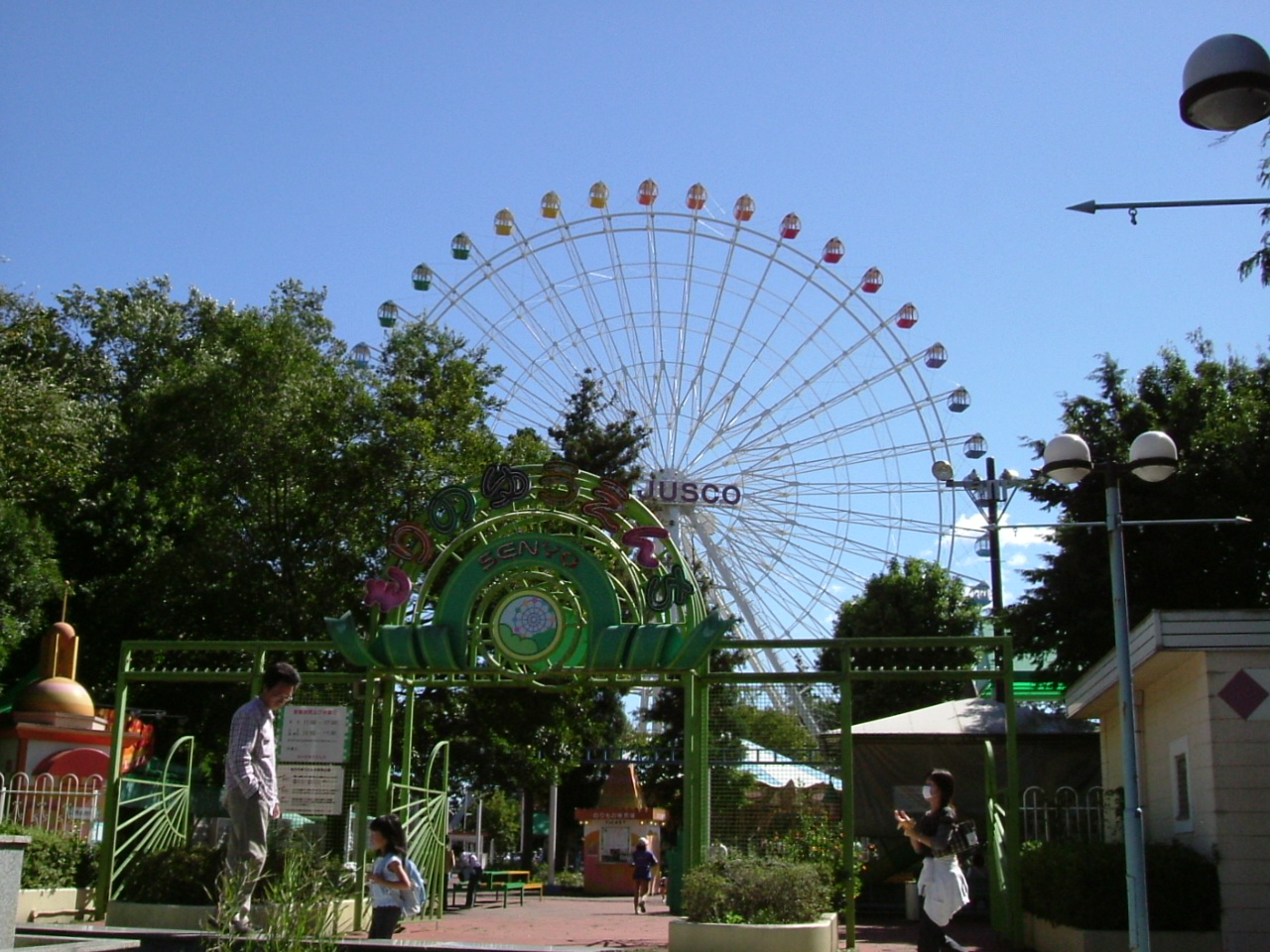
もりのゆうえんち

- 野田市保健センター・急病センター
- 千葉県野田健康福祉センター
- 野田宮崎郵便局
- ベルク 野田柳沢店
- ショッピングセンターノア
  - イオン ノア店
  - イオンスペースシネマ野田
  - 新鮮一 ノア店
  - もりのゆうえんち
- トライウェル 野田店
- セキ薬品 野田宮崎店
- ディスカウントドラッグコスモス 柳沢店
- ヤマダアウトレット 野田店
- 建デポ 野田店
- トイザらス 野田店

- 野田市役所
- 野田警察署
- 野田市文化センター
- キッコーマン総合病院
- もりのゆうえんち

### 西側
キノエネ醤油本社から野田市駅方面（キッコーマン本社）にかけて、経済産業省認定の近代化産業遺産「野田市の醸造関連遺産」が集約している。
- 野田市消防本部 野田市消防署中央分署
- 仲町消防会館
- 野田市郷土博物館・市民会館（旧・茂木佐平治家住宅）
- 欅のホール
  - 野田市役所中央出張所
  - 野田市立興風図書館
  - 野田市生涯学習センター
  - 野田商工会議所
- 野田鎌田学園高等専修学校
- あずさ第一高等学校
- 野田市立中央小学校
- 野田市立清水台小学校

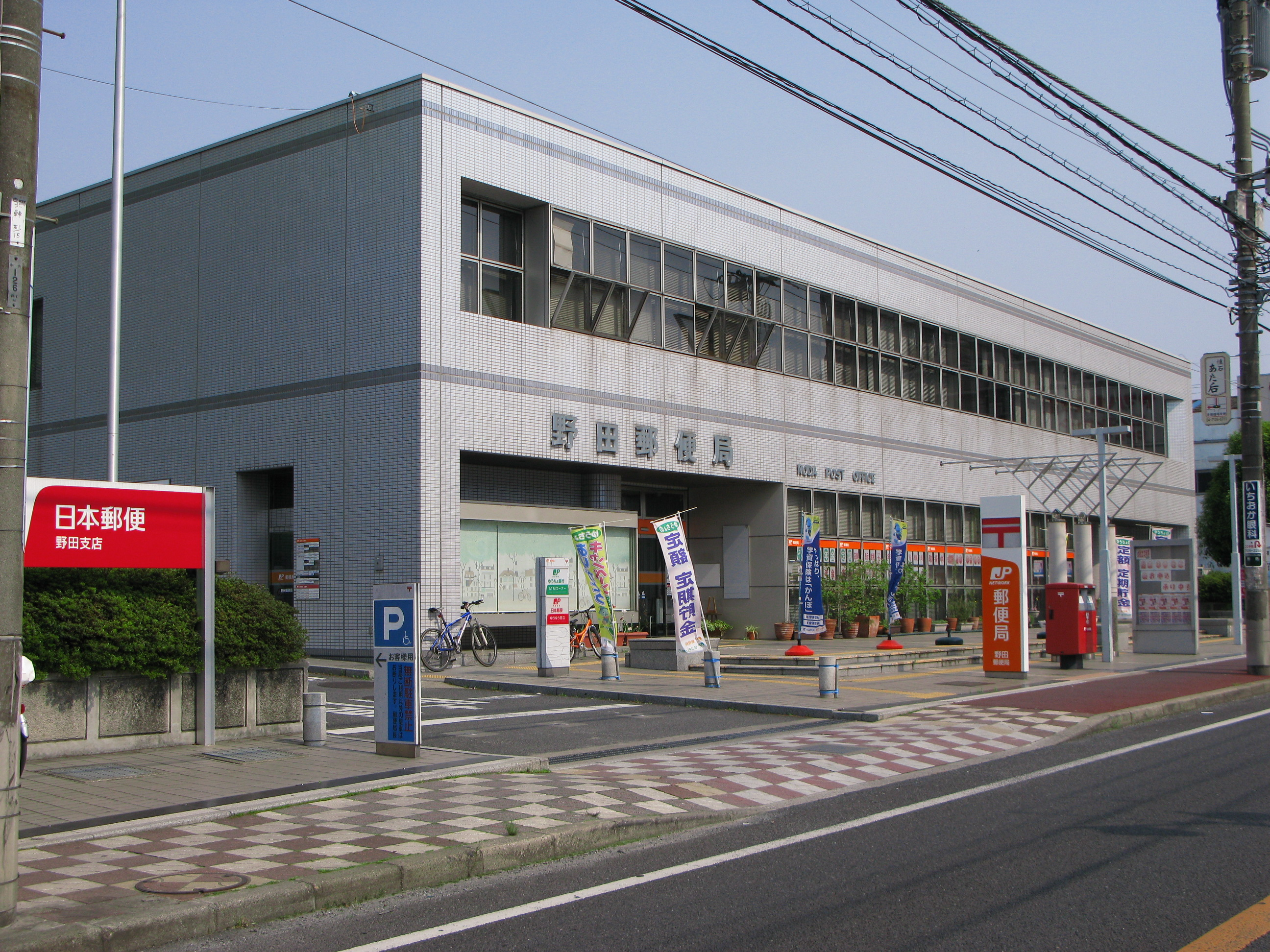
野田郵便局
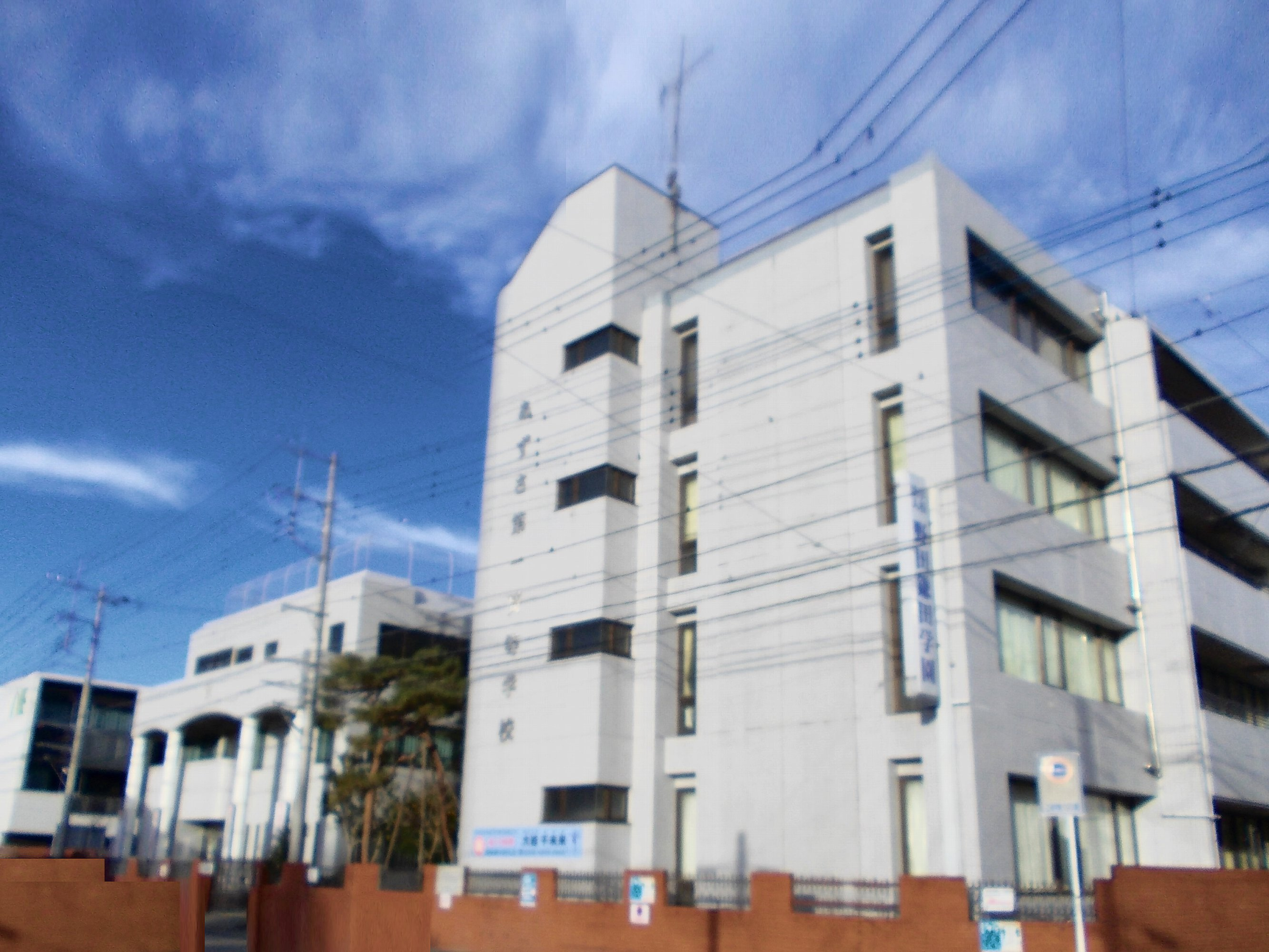
あずさ第一高等学校

- 京葉銀行 野田支店
- 千葉銀行 野田支店
- 千葉興業銀行 野田支店
- 東京ベイ信用金庫 野田支店
- ヨークプライス 野田店
  - 野田市役所愛宕駅前出張所
- ウニクス野田
  - ヤオコー 野田つつみ野店
  - スギ薬局 野田つつみ野店
- ベイシア 野田さくらの里店
- コモディイイダ 野田店
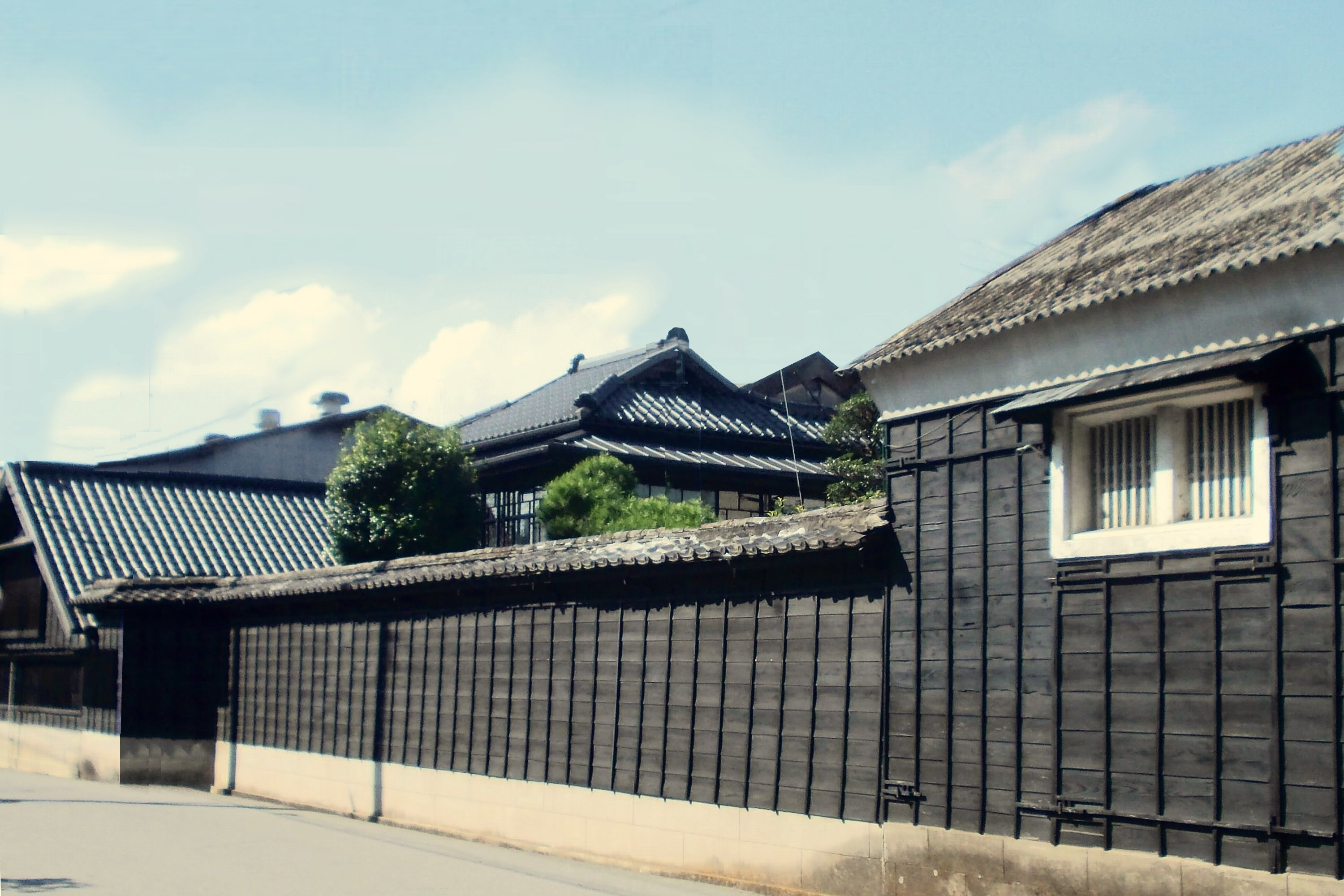
キノエネ醤油本社
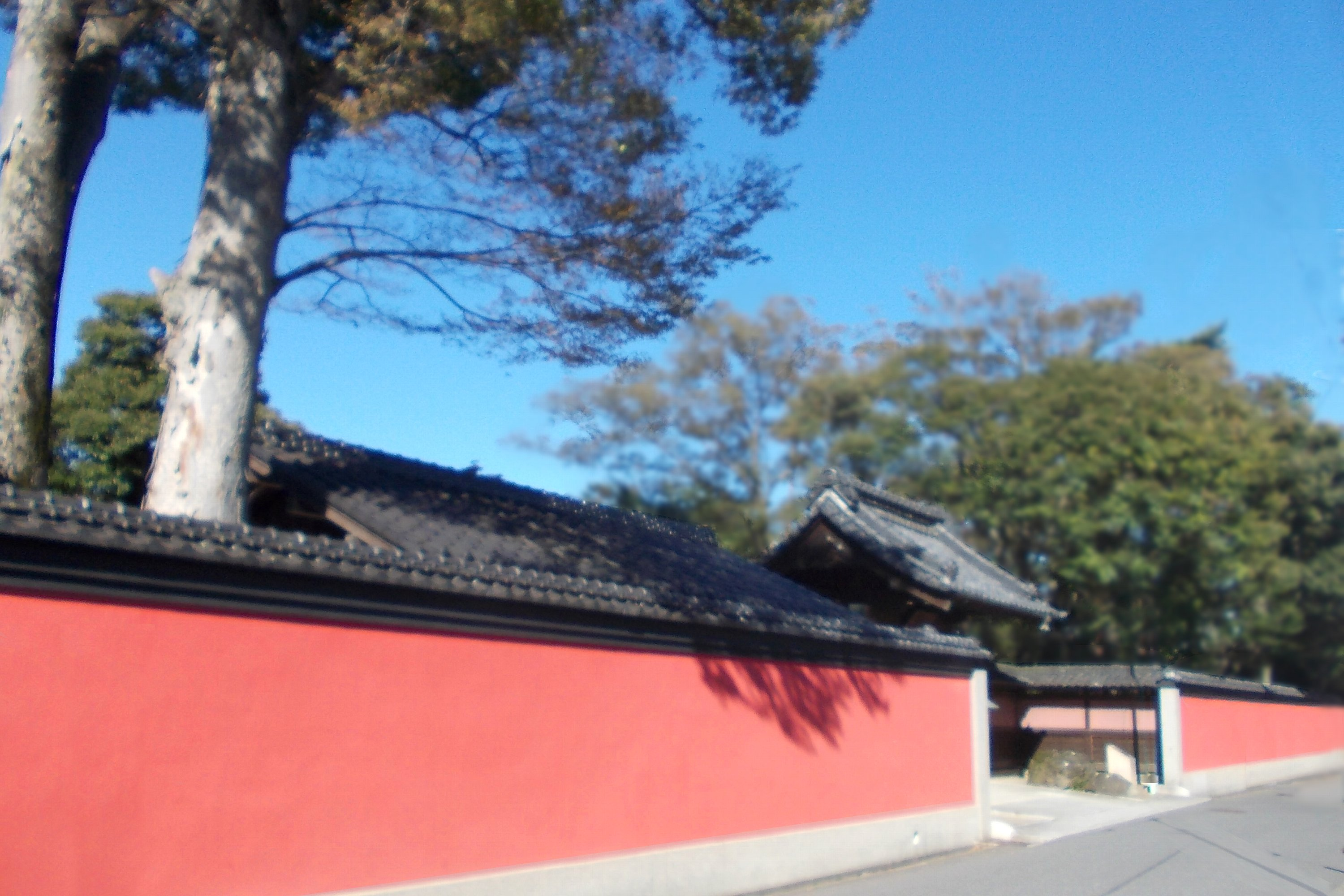
野田市郷土博物館・市民会館
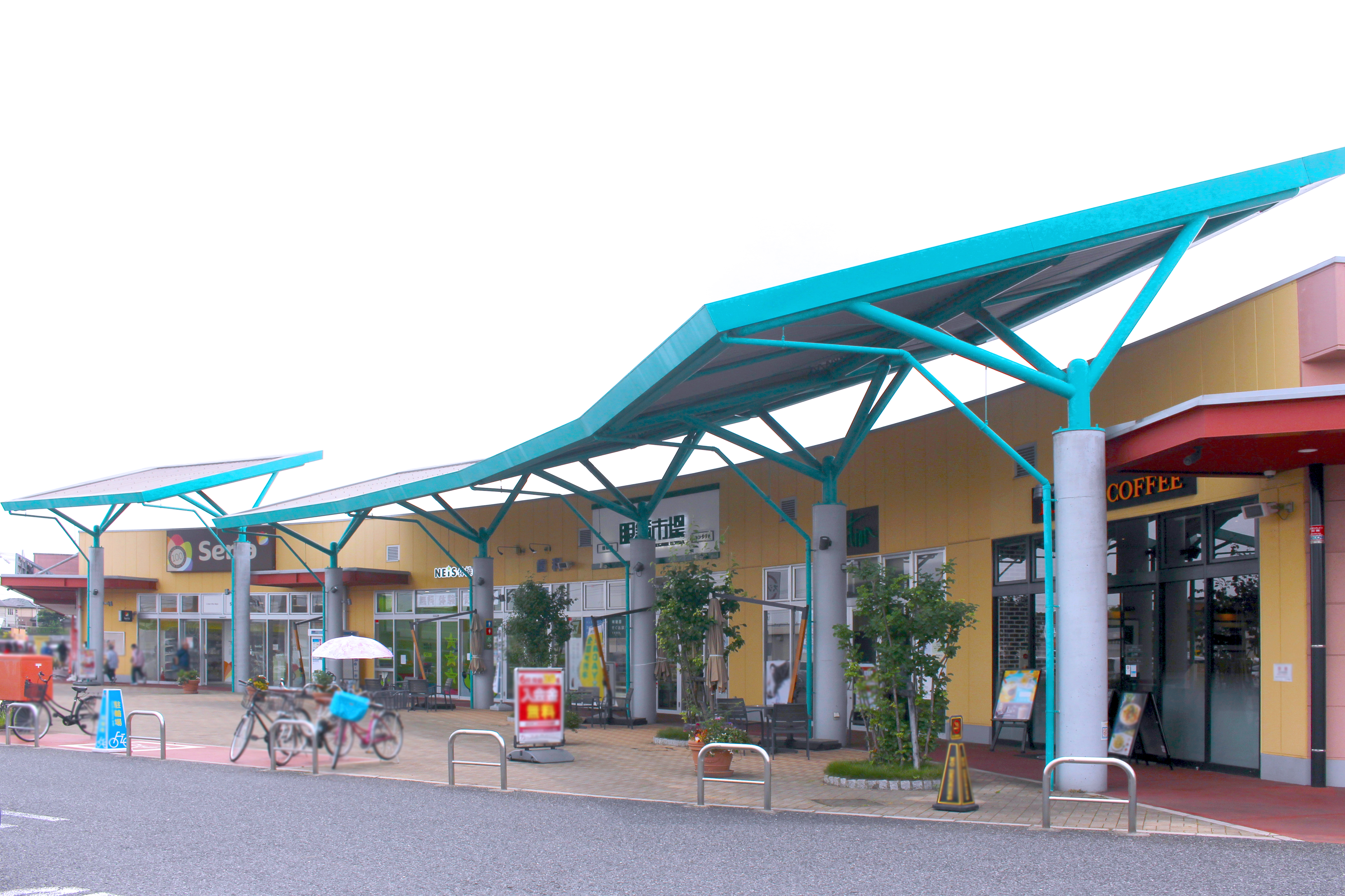
ウニクス野田

- 愛宕神社（下総野田愛宕神社）
- 西光院
- 野田醤油発祥の地碑

- 野田郵便局
- あずさ第一高等学校
- キノエネ醤油本社
- 野田市郷土博物館・市民会館
- ウニクス野田

## バス路線
埼玉県北葛飾郡松伏町・越谷市方面、茨城県坂東市岩井方面の一般路線バスと、野田市内を移動・循環するコミュニティバス（まめバス）が発着する。まめバスは全12ルートのうち半数の6ルートが発着する。
| のりば                | 系統 | 行先                   | 運行会社                     | 備考   |
| --------------------- | --- | ---------------------- | ---------------------------- | ------ |
| 愛宕駅（県道3号東行） | - ND11 野田市駅 - 中野台 - 大沢四丁目 - 北越谷駅線 - ND12 野田市駅 - 下町 - 大沢四丁目 - 北越谷駅線 - ND13 野田市駅 - 中野台 - 東大沢橋 - 北越谷駅線 | 野田市駅               | 茨城急行自動車（松伏営業所） |        |
| 愛宕駅（県道3号東行） | ND21 野田市駅 - 下町 - 岩井車庫線 | 岩井車庫               | 茨城急行自動車（松伏営業所） |        |
| 愛宕駅（県道3号東行） | - 5 北ルート清水 - 6 北ルート堤台 | 野田市役所             | 茨城急行自動車（松伏営業所） |        |
| 愛宕駅（県道3号東行） | 7 中ルート | 堆肥センター入口       | 茨城急行自動車（松伏営業所） | 循環   |
| 愛宕駅（県道3号東行） | 9 南ルート愛宕駅 | 野田市役所             | 茨城急行自動車（松伏営業所） |        |
| 愛宕駅（県道3号東行） | 11 南ルート | 老人福祉センター       | 茨城急行自動車（松伏営業所） | 循環   |
| 愛宕駅（県道3号東行） | 12 新南ルート | 大利根温泉             | 茨城急行自動車（松伏営業所） |        |
| 愛宕駅（県道3号西行） | - ND11 野田市駅 - 中野台 - 大沢四丁目 - 北越谷駅線 - ND12 野田市駅 - 下町 - 大沢四丁目 - 北越谷駅線 - ND13 野田市駅 - 中野台 - 東大沢橋 - 北越谷駅線 | 北越谷駅               | 茨城急行自動車（松伏営業所） |        |
| 愛宕駅（県道3号西行） | ND21 野田市駅 - 下町 - 岩井車庫線 | 野田市駅               | 茨城急行自動車（松伏営業所） |        |
| 愛宕駅（県道3号西行） | 5 北ルート清水 | イオンタウン野田七光台 | 茨城急行自動車（松伏営業所） |        |
| 愛宕駅（県道3号西行） | 6 北ルート堤台 | 川間駅南口             | 茨城急行自動車（松伏営業所） |        |
| 愛宕駅（県道3号西行） | 7 中ルート | 堆肥センター入口       | 茨城急行自動車（松伏営業所） | 循環   |
| 愛宕駅（県道3号西行） | 9 南ルート愛宕駅 | 野田市役所             | 茨城急行自動車（松伏営業所） | 循環   |
| 愛宕駅（県道3号西行） | - 11 南ルート - 12 新南ルート | 老人福祉センター       | 茨城急行自動車（松伏営業所） | - 循環 |
| 東口ロータリー        | 無料送迎バス | 岡田病院               |                              |        |
| 中華料理コバ前        | スクールバス | 野田自動車教習所       |                              |        |

## 隣の駅
東武鉄道
 東武アーバンパークライン
■急行・■区間急行・■普通
清水公園駅 (TD 15) - 愛宕駅 (TD 16) - 野田市駅 (TD 17)

### 利用状況
東武鉄道の1日平均乗降人員
1. 1 2 3  『駅別乗降人員 2024年度』（PDF）（レポート）東武鉄道、10頁。オリジナルの2025年5月19日時点におけるアーカイブ。2025年5月29日閲覧。
2. ↑  “駅情報（乗降人員）”.   東武鉄道. 2023年6月17日閲覧。
3. ↑  『駅別乗降人員 2021年度』（PDF）（レポート）東武鉄道、2024年、10頁。オリジナルの2024年5月18日時点におけるアーカイブ。
4. ↑  『駅別乗降人員 2022年度』（PDF）（レポート）東武鉄道、2024年、10頁。オリジナルの2024年9月8日時点におけるアーカイブ。
5. ↑  『駅別乗降人員 2023年度』（PDF）（レポート）東武鉄道、2024年、10頁。オリジナルの2024年9月8日時点におけるアーカイブ。